# Gregori de Mitilene
Gregori de Mitilene (en llatí Gregorius, en grec Γρηγόριος) fou un escriptor eclesiàstic romà d'Orient, d'època desconeguda, que va escriure una homilia, In Jesu Passionem, publicada per Jacob Gretser (en versió llatina) a la seva col·lecció De Cruce. (Fabricius. Bibl. Gr. vol. 10. p. 245.).